# Schmidt-Syndrom
Bei dem Schmidt-Syndrom, auch polyendokrines Autoimmunsyndrom Typ II genannt, handelt es sich um eine Autoimmunerkrankung mit der kombinierten Insuffizienz mehrerer Hormondrüsen des Körpers.

## Definition
Ursprünglich von dem deutschen Pathologen Martin Benno Schmidt (1863–1949) als die Kombination von Hashimoto-Thyreoiditis (einer chronischen Entzündung der Schilddrüse) und Morbus Addison (einer Unterfunktion der Nebennierenrinde) beschrieben, werden heute zusätzlich weitere autoimmunologisch bedingte Krankheiten mit in das Schmidt-Syndrom einbezogen, die gleichzeitig vorhanden sein können, aber nicht müssen.
Dazu gehören Diabetes mellitus Typ 1, Alopezie (Haarausfall), Vitiligo (Depigmentierungen), perniziöse Anämie (eine Form der Blutarmut), Myasthenia gravis und andere.

## Ursachen
Die genauen Ursachen des Schmidt-Syndroms sind, wie bei vielen Autoimmunerkrankungen, nicht bekannt.
Bei gleichzeitigem Auftreten der oben genannten, auch einzeln vorkommenden Erkrankungen werden diese als ein Syndrom zusammengefasst, da ihnen in diesem Fall eine gemeinsame Ursache zugrunde liegen könnte. Es wird eine polygene Vererbung mit Vorhandensein der HLA-Antigenvarianten HLA-DR3 and HLA-DR4 diskutiert.

## Vorkommen
Das Schmidt-Syndrom betrifft gehäuft Frauen und tritt typischerweise erst im Erwachsenenalter auf (im Gegensatz zu dem autosomal-dominant und auch autosomal-rezessiv (ohne HLA-Assoziation) vererbten polyendokrinen Autoimmunsyndrom Typ I, das schon im Kindesalter beginnt).

## Therapie
Behandelt wird das Schmidt-Syndrom entsprechend den im Einzelnen vorliegenden Erkrankungen (siehe dort) – überwiegend in Form einer Substitution (Ersatz) der jeweils ungenügend produzierten Hormone.

## Weiterführende Literatur
- D. Heuss u. a.: Myopathological findings in interstitial myositis in type II polyendocrine autoimmune syndrome (Schmidt's syndrome). In: Neurol Res 17, 1995, S. 233–237. PMID 7643982
- N. Solomon u. a.: Schmidt's syndrome (thyroid and adrenal insufficiency) and coexistent diabetes mellitus. In:  Diabetes 14, 1965, S. 300–304. PMID 14280372
- C. C. Carpenter u. a.: Schmidt's syndrome (thyroid and adrenal insufficiency): a review of the literature and a report of fifteen new cases including ten instances of coexistent diabetes mellitus. In: Medicine 43, 1964, S. 153–180. PMID 14132718